# پارنل (آیووا)
پارنل (به انگلیسی: Parnell) شهری در ایالت آیووا کشور ایالات متحده آمریکا است که جمعیت آن در سرشماری سال ۲۰۱۰ میلادی، ۱۹۳ نفر بوده‌است.